# Лига Справедливости: Мир Войны
«Лига Справедливости: Мир войны» (англ. Justice League: Warworld - американский анимационный супергеройский фильм 2023 года, основанный на команде супергероев из DC Comics с таким же названием. Созданный DC Entertainment и Warner Bros. Animation, является седьмым фильмом вселенной «Tomorrowverse» и 52-м выпуском в серии Оригинальных анимационных фильмов вселенной DC.

## Сюжет
Трое супергероев объединяются против нового врага. Их соперников становится могущественный злодей, способный управлять параллельными мирами. Самым правильным выходом он считает разлучить противников и уничтожить их по одиночке. Они попадают в порталы, которые перемещают их в совершенно незнакомые реальности. Каждый герой проходит ряд испытаний, проверяющих его на стойкость и силу. Бэтмен из привычного Готэма попадает в Средневековье. Он облачен в одежду воина и лишен возможности передвигаться обычным способом. Ему приходится быстро привыкнуть к регулярным сражениям на мечах и жутким чудовищам, захватившим старинный город. Его подруга оказывается на Диком Западе. Местные принимают ее за божью посланницу и считают, что судьба деревни зависит от Чудо-женщины, одетой, как шериф из вестернов. Супермен практически полностью лишается своих сверхспособностей. Он находится в ретро-версии Америки и борется с инопланетными захватчиками. Параллельно друзья пытаются понять, как им вернуться домой.

## Роли озвучивали
| Актёр             | Персонаж                   |
| ----------------- | -------------------------- |
| Даррен Крисс      | Супермен/Кал-Эл/Кларк Кент |
| Ике Амади         | Марсианский охотник        |
| Стана Катич       | Чудо-женщина               |
| Мэтт Бомер        | Флэш/Барри Аллен/"Старик"  |
| Дженсен Эклс      | Бэтмен/Брюс Уэйн           |
| Роджер Кросс      | Макисте                    |
| Трой Бэйкер       | Джона Хекс                 |
| Бретт Далтон      | Бэт Лэш                    |
| Тревор Дивэлл     | Бродяга                    |
| Робин Аткин Даунс | Монгул                     |
| Джон Ди Маджо     | Лобо                       |
| Фрэнк Грилло      | Агент Фарадей              |
| Тедди Сирс        | Трэвис Морган/Воитель      |